# Barry van Galen

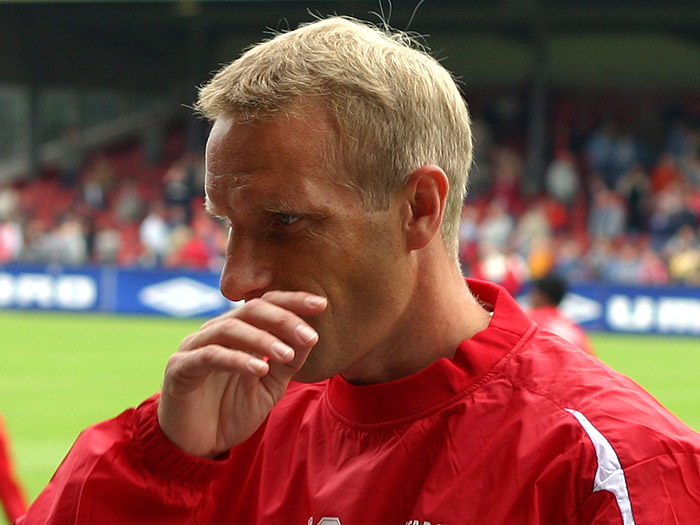
Barry van Galen

Barry van Galen (* 4. April 1970 in Haarlem) ist ein ehemaliger niederländischer Fußballspieler.
Van Galen begann seine Laufbahn als Profispieler 1991 im Mittelfeld des niederländischen Erstdivisionärs HFC Haarlem. Ab 1993 stand er bei Roda Kerkrade in der Ehrendivision unter Vertrag. Nach drei Saisons in Kerkrade wechselte er 1996 zum Ligakonkurrenten NAC Breda. Seit Sommer 1997 spielt er bei AZ Alkmaar.
Am 17. November 2004 wurde Van Galen von Nationaltrainer Marco van Basten für das WM-Qualifikationsspiel der Niederlande gegen Andorra erstmals in die niederländische Fußballnationalmannschaft berufen. Mit 34 Jahren und 227 Tagen war er der älteste Debütant der Nationalmannschaft in der Geschichte des niederländischen Fußballs.
| Personendaten    | Personendaten                   |
| ---------------- | ------------------------------- |
| NAME             | Galen, Barry van                |
| KURZBESCHREIBUNG | niederländischer Fußballspieler |
| GEBURTSDATUM     | 4. April 1970                   |
| GEBURTSORT       | Haarlem                         |